# Euro (F 575)

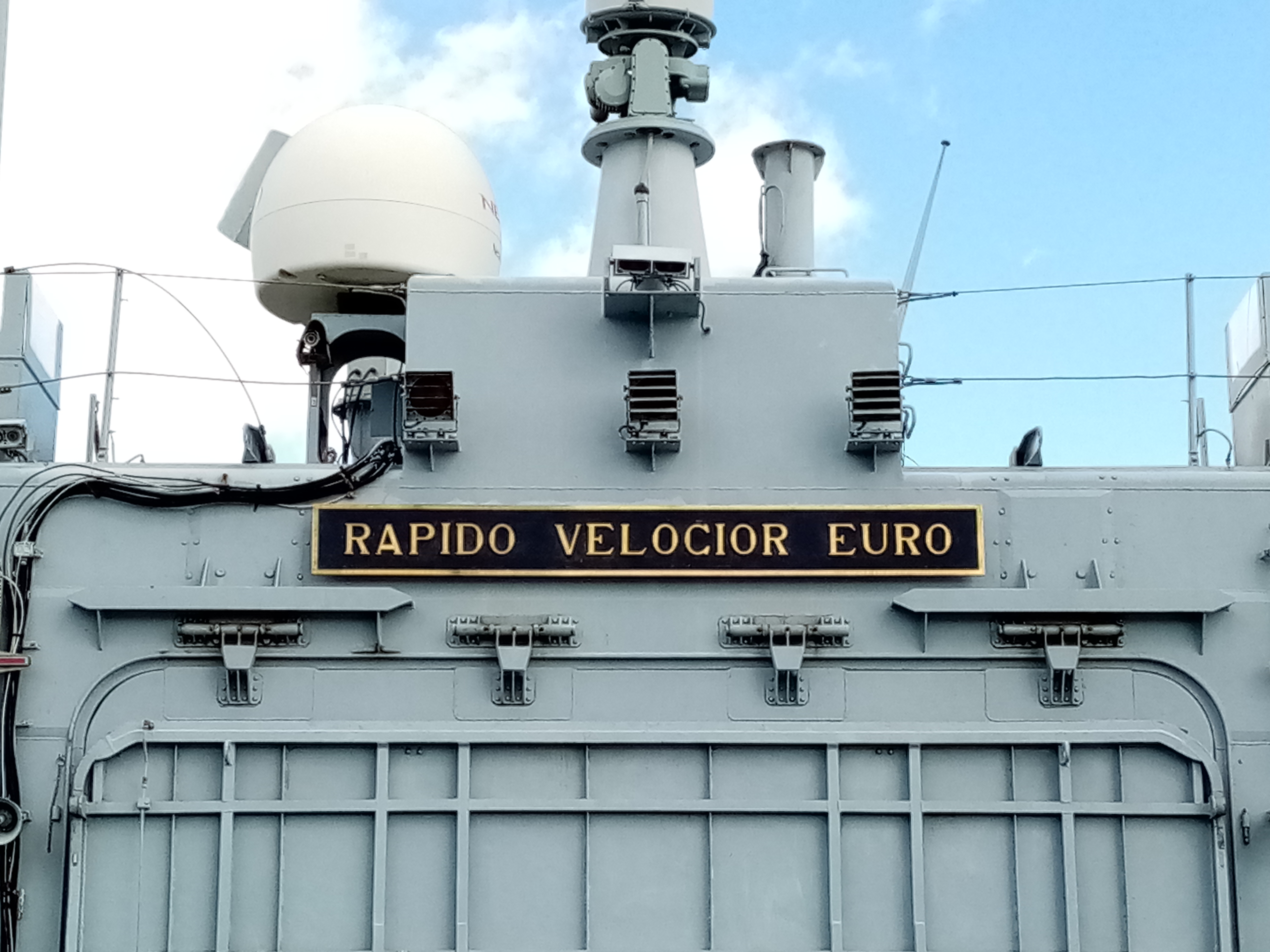
Il motto della nave

La fregata Euro è un'unità missilistica della Marina Militare Italiana che appartiene alla Classe Maestrale.
Costruita a Riva Trigoso la nave è stata varata il 25 marzo 1983 entrando in servizio il 7 aprile 1984.

## Servizio
La nave ha avuto un'attività molto intensa come tutte le navi della classe, tra giugno e settembre 1987, insieme alla gemella Espero (F 576) ha partecipato alla crociera addestrativa in centro e sud America, al comando del CF Claudio Maria De Polo prima, e del CF Roberto Baggioni poi. Durante la crociera furono toccati i porti di: Cagliari, Dakar (Senegal), Rio de Janeiro, Buenos Aires, Montevideo, Salvador de Bahia, La Guaira (Caracas), Trinidad e Tobago, Cartagena, Norfolk, Hamilton (Bermuda), Ponta del Gada (Azzorre). In seguito, prese parte, fra luglio e dicembre 1988, all'Operazione “Golfo Persico”, per la protezione del naviglio mercantile nazionale, nell'ambito del conflitto Iran-Iraq.
Successivamente, nel corso degli anni novanta, ha partecipato in Adriatico all'operazione Sharp Fence a guida UEO e all'operazione Sharp Guard a guida NATO, per il rispetto dell'embargo decretato dal consiglio di sicurezza dell'ONU nei confronti della Jugoslavia.
Il nuovo millennio ha visto l'unità impegnata nella partecipazione all'operazione Enduring Freedom nel quadro nella guerra al terrorismo e successivamente nella partecipazione all'operazione "Resolute Behaviour" in ambito EUROMARFOR impiegata in Oceano Indiano nella zona del Corno d'Africa contro la pirateria in Somalia, ed ha fatto parte dello SNMG2, la forza di intervento rapido permanente nel Mediterraneo.
Il 24 giugno 2018 la Euro, insieme al pattugliatore Aviere e alla corvetta Driade, è partita per l'ultima campagna navale della sua carriera dopo aver presenziato all'Arsenale Militare di La Spezia alla mostra internazionale “Sea Future 2018”, con gli allievi del 2º corso della Scuola Navale Militare “Francesco Morosini”, ed il 16 luglio 2018 è prevista la cerimonia di radiazione dai ruoli.
Il 2 ottobre 2019, alle ore 18.00, presso la banchina “Lavori” dell’Arsenale militare marittimo di Taranto, la fregata Euro, unitamente alla fregata Aviere, hanno effettuato l'Ultimo ammainabandiera in una cerimonia solenne alla presenza delle autorità militari, civili e religiose. Durante la cerimonia le bandiere di combattimento delle due Unità sono state consegnate al Comandante in Capo della Squadra Navale, Ammiraglio di divisione Donato Marzano e al Capo di stato maggiore della Marina Militare, ammiraglio di squadra Giuseppe Cavo Dragone per l'inoltro a Roma e la custodia nel Sacrario delle Bandiere delle Forze Armate, all’interno dell’Altare della Patria.

## Nome
Questa è la terza unità italiana a portare il nome Euro.
La prima unità è stata un cacciatorpediniere della classe Lampo di progettazione e costruzione tedesca, impostato e varato nel 1900 nel Cantiere Schichau di Elbing, allora in Germania, che prestò servizio nella Regia Marina dal 1901 al 1924, prendendo parte alla prima guerra mondiale nel corso della quale vennero imbarcate anche sistemazioni per posa di mine, per il lancio di bombe di profondità e per il rimorchio di torpedini antisommergibili.
La seconda unità era un cacciatorpediniere della classe Turbine, costruito nel Cantiere navale di Riva Trigoso, varato il 7 luglio 1927, ed entrato in servizio nella Regia Marina il 22 dicembre dello stesso anno, che venne affondato da aerei tedeschi dopo l'armistizio dell'8 settembre 1943, quando dall'Egeo tentava di raggiungere l'Italia meridionale.
Le fregate Euro prendono il loro nome dal vento Euro, che muovendosi dalle coste africane arriva a lambire le coste ioniche, portando con sé aria calda ed è chiamato anche Levante.

## Galleria d'immagini

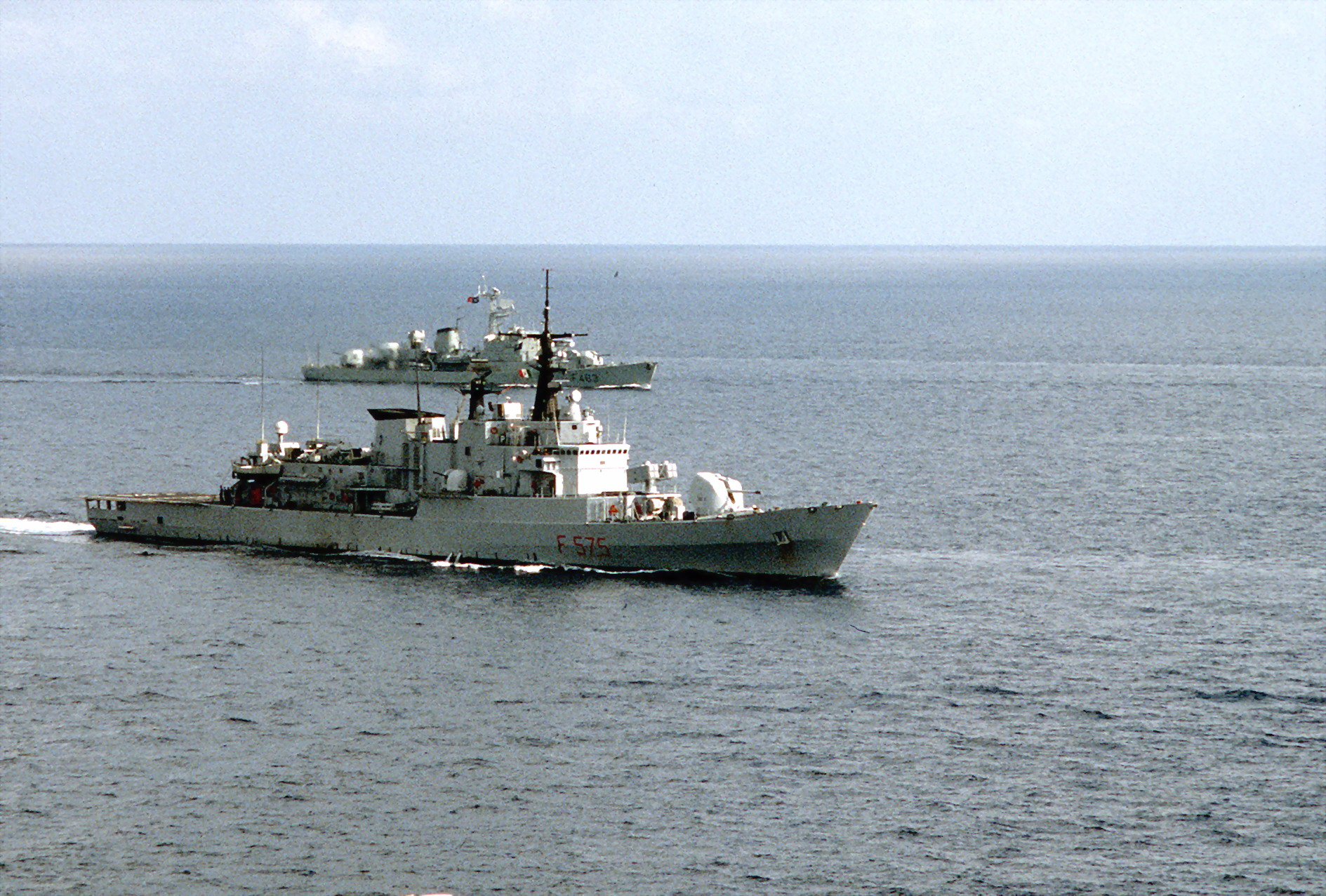
L'Euro durante l'Operazione Desert Shield
L'Euro durante l'esercitazione internazionale Destined Glory 2001